# Жаба, Збинек
Зби́нек Жа́ба (чеш. Zbyněk Žába; 19 июня 1917 — 15 августа 1971) — чехословацкий учёный-египтолог, автор около 80 работ в области египтологии. Директор Чехословацкого египтологического института с 1960 по 1971 год.

## Биография
Збинек Жаба был чехом по национальности. Египтологией он начал заниматься в 1945 году. В 1949 году он стал помощником знаменитого египтолога, основоположника чехословацкой египтологической школы Франтишека Лексы, а в 1954 году — ассоциированным профессором египтологии. В 1956 году совместно с Лексой Жаба посетил Египет. Здесь он некоторое время преподавал в Высшей школе языков в Каире, вёл переговоры о сотрудничестве с местными египтологами, занимался практической деятельностью.
1 октября 1958 года в Карловом университете в Праге открылся Чехословацкий египтологический институт, который возглавил Франтишек Лекса. Спустя два года, в 1960 году, египтолог умер, и его преемником на посту главы института стал Жаба. В начале 1960-х годов под руководством Жабы коллектив института проводил раскопки в Абусире, где вскоре обнаружил и тщательно раскопал гробницу древнеегипетского вельможи Пташепсеса. Под руководством Жабы Чехословацкий египтологический институт принял участие в спасательной деятельности ЮНЕСКО в Нубии.
Перу Збинека Жабы принадлежит около 80 работ по египтологии. Большое значение имеет его работа в области древнеегипетской астрономии «L’Orientation astronomique dans l’ancienne Egypte et la précession de l’axe du monde» (на французском языке), а также критическое издание текста памятника древнеегипетской дидактической литературы — «Поучения Птаххотепа».
15 августа 1971 года Збинек Жаба скончался. В должности директора Чехословацкого египтологического института его сменил Франтишек Вахала.

## Избранная библиография
- L’orientation astronomique dans l’ancienne Egypte, et la précession de l’axe du monde. Prague: Académie tchécoslovaque des Sciences. 1953.
- Papyrus vezíra Ptaḥ hotepa. Ze staré egypštiny přel… Prague: Lyra Pragensis, t. Stráž, Vimperk. 1971.
- The rock inscriptions of lower Nubia. Prague: Charles University. 1974.